# Provincia Cabo Delgado
Cabo Delgado este o provincie  în Mozambic. Reședința sa este orașul Pemba.